# Phialanthus
Phialanthus es un género con 25 especies de plantas con flores perteneciente a la familia de las rubiáceas.
Es nativo de Florida al Caribe.

## Especies seleccionadas
- Phialanthus acunae Borhidi (1983).
- Phialanthus alainii Borhidi (2008).
- Phialanthus ellipticus Urb. (1923).
- Phialanthus glaberrimus Borhidi (1983).